# Kine Elisabeth Steinsvik
Kine Elisabeth Steinsvik (* 13. Mai 1976 in Sandnessjøen) ist eine norwegische Juristin. Seit 2019 ist sie Richterin am Obersten Gerichtshof von Norwegen.

## Leben und Wirken
Steinsvik schloss ihr Studium der Rechtswissenschaften 2001 ab. Ab 2002 arbeitete sie in der Gesetzgebungsabteilung des norwegischen Justizministeriums. Von 2003 bis 2014 arbeitete sie als Staatsanwältin im Büro des norwegischen Generalstaatsanwalts. Von 2006 bis 2007 war sie als Richterin an das Eidsivating lagmannsrett, eines von sechs Berufungsgerichten in Norwegen, abgeordnet. 2014 wechselte sie fest als Richterin an den Borgarting lagmannsrett in Oslo. 2019 wurde Steinsvik als Richterin an den Obersten Gerichtshof von Norwegen berufen.